# Active Family

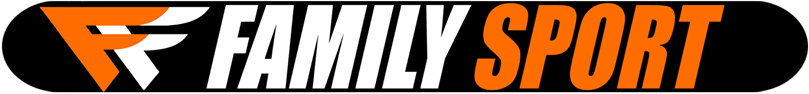
Pierwsze logo stacji

Active Family – polska stacja telewizyjna promująca aktywny i zdrowy styl życia.
Stacja telewizyjna prezentuje relacje z różnych dyscyplin sportowych, a także programy poświęcone ćwiczeniom fizycznym, podróżnicze, edukacyjne, dla amatorów tańca czy aktywnego spędzania wolnego czasu. Nadawcą kanału jest spółka R.D.F. Broadcasting z Bielska-Białej. Na antenie emitowane są wyłącznie programy własnego autorstwa. Kanał dostępny jest w dwóch wersjach SDTV i HDTV.

## Historia
Stacja rozpoczęła nadawanie w 2013 roku jako Family Sport. W 2015 roku nadawca wystąpił do KRRiT o rozszerzenie zapisów koncesyjnych i uzyskał koncesję satelitarną. 18 października 2015 kanał zmienił nazwę na obecną. Teraz możemy oglądać na platformie Platforma Canal+ oraz sieci kablowej TOYA. Jest również dostępny w sieci Vectra i w sieciach kablowych, takich jak Netia.